# خسوس روسندو
خسوس روسندو (اسپانیایی: Jesús Rosendo‎؛ زادهٔ ۱۶ مارس ۱۹۸۲) دوچرخه‌سوار اهل اسپانیا است.